# Прањани
Прањани је насеље у Србији у општини Горњи Милановац у Моравичком округу. Према попису из 2022. било је 1114 становника. До 1965. године је ово насеље седиште општине Прањани коју су чинила насељена места: Богданица, Брајићи, Брезна, Дружетићи, Гојна Гора, Каменица, Коштунићи, Леушићи, Прањани, Срезојевци и Теочин. После укидања општине подручје бивше општине је у целини ушло у састав општине Горњи Милановац.
Село је удаљено 36 км од Горњег Милановца на путу за Пожегу и налази се на надморској висини од 420 до 540 м.

## Географија
Прањани су највеће село у читавом пределу, а уједно и најпространије, јер су му поједини делови међу собом веома удаљени а куће у њима раштркане. Има варошицу и засеоке, а површина му износи 4.087 ха. Варошица је насеље друмско, низно; засеоци су разбијеног типа. Куће појединих родова образују разређене групе. Укупно, у Прањанима има 592 домаћинства.
Варошица је средиште за читаво насеље и оно и доприноси одржању те целине. Развила се око цркве и некадашњих кафана, а сада су у њој црква и парохијски дом, општина, школа (основана 1858), амбуланта (отворена 1927, дародавац пројекта и целокупне унутрашње опреме је Американац Џон Кингсбури, а Прањанци су поклонили земљу и материјал за грађење), сељачка радна задруга, велики задружни дом (у њему има пошта, набављачка задруга, велика сала итд.), трговачка продавница, итд. Поред нове зидане цркве стоји црква брвнара која је последњих неколико година у функцији јер се зидана црква реновира.
Варошица је у пољу око друма Горњи Милановац-Пожега, а између Чемернице и Смрдуше. Кроз заселак Катриће и западном границом насеља пролази друм за Чачак.
На удаљености од око 4 km ка северу налази се сеоска утрина на једној висоравни која се зове Галовићи. На том месту је током Другог светског рата био ратни аеродром преко кога су Савезници комуницирали са Равном гором и четницима (слали су помоћ, одатле су одлетели бројни савезнички пилоти који су били оборени над овим делом Србије у тзв. Operation Halyard, под вођством Џорџа Мусулина).
Надимци у Прањанима су врло карактеристични.
Црква Вазнесења Господњег у Прањанима слави Спасовдан и тог дана је вашар код цркве. Спасовдан је уједно и сеоска обетина или молитва.
О Преображењу (19. август), када је главни вашар у Прањанима, први пут 2006. године је организован завичајни скуп Прањанаца који живе ван Прањана, са намером да то постане традиционално окупљање и жељом да то постане окупљање свих из прањанског краја (околних 12 села некадашње прањанске општине).
У селу се од 2003. године одржава манифестација посвећена шљивовици, под називом „Ракијада“.

## Историја
Прањани су први пут поменути у турском попису 1525. године под именом село Смрдуше, по истоименој речици у селу. Тада је у селу било 10 домова. У попису 1528. године поменуто је и село Прањево, које је називано и Шита, а имало је 6 домова. Село је добило име по речици Плани (по једном предању), а по другом предању име је добило по мештанину који се звао Прањо.
У селу има трагова вађења руде из периода средњовековне Србије. У засеоку Катрићи има трагова живота из турског доба. Црква брвнара из 1827. године и чардаци Гавровића и Браловића проглашени су за споменике и стављени под заштиту државе.
Готово читаво село (сем једне породице) се иселило 1690. године током сеобе Срба. Нови досељеници су из Старог Влаха и Црне Горе стигли у 18. веку.
Прича се да је Руднички бик имао свој конак на Башчинама и да је одатле хтео да отме Марију, девојку Којовић Василија (која ће се касније удати у Срезојевце за Радосава Вукомановића и родити му ћерку, будућу кнегињу Љубицу). У селу су биле две аге: један је држао Плану, други Смрдушу.
У турско време, кроз село је водио пут за Чачак.
Док није било у селу ни дрвене цркве, постојао је округао камен и око њега су се скупљали. 1827. године је подигнута црква брвнара. Око 2 km изнад цркве је био пут, а код цркве су били општина и први дућани.
Кад је изграђен друм за Пожегу, општина је спуштена на друм и око ње се временом развила варошица на месту које се раније звало Дивље Поље. Нова, зидана црква, подигнута је 1903. године. Уз њу је деведесетих година XX века дограђен и звоник.
По Прањанима има ровова из рата 1914-1915. године.
Указом Краља од 3. фебруара 1927. године насеље је добило статус варошице.
Јован Тривуновић је 1930-тих самостално направио хидроцентралу од пет коњских снага.
Овде се налазе ОШ „Иво Андрић” Прањани, Црква брвнара у Прањанима и Гавровића чардак у Прањанима.
У ратовима у периоду од 1912. до 1918. године село је дало 464 ратника. Погинуло их је 260 а 204 је преживело.

## Демографија
У пописима село је 1910. године имало 2.566 становника, 1921. године 2.320, а 2002. године тај број је спао на 1.827.
У насељу Прањани живи 1459 пунолетних становника, а просечна старост становништва износи 44,7 година (44,2 код мушкараца и 45,2 код жена). У насељу има 592 домаћинства, а просечан број чланова по домаћинству је 3,02.
Ово насеље је великим делом насељено Србима (према попису из 2002. године), а у последња три пописа, примећен је пад у броју становника.
|  |

| Демографија | Демографија | Демографија |
| Година      | Становника  | Становника  |
| ----------- | ----------- | ----------- |
| 1948.       | 2.917       |             |
| 1953.       | 2.886       |             |
| 1961.       | 2.833       |             |
| 1971.       | 2.680       |             |
| 1981.       | 2.309       |             |
| 1991.       | 2.009       | 1.986       |
| 2002.       | 1.786       | 1.811       |
| 2011.       | 1.513       |             |

| Етнички састав према попису из 2002.‍ | Етнички састав према попису из 2002.‍ | Етнички састав према попису из 2002.‍ | Етнички састав према попису из 2002.‍ | Етнички састав према попису из 2002.‍ |
| ------------------------------------ | ------------------------------------ | ------------------------------------ | ------------------------------------ | ------------------------------------ |
|                                      |                                      |                                      |                                      |                                      |
| Срби                                 | Срби                                 |                                      | 1.730                                | 96,86%                               |
| Југословени                          | Југословени                          |                                      | 12                                   | 0,67%                                |
| Црногорци                            | Црногорци                            |                                      | 3                                    | 0,16%                                |
| Македонци                            | Македонци                            |                                      | 2                                    | 0,11%                                |
| Мађари                               | Мађари                               |                                      | 1                                    | 0,05%                                |
| непознато                            | непознато                            |                                      | 30                                   | 1,67%                                |

| Година пописа     | 1948. | 1953. | 1961. | 1971. | 1981. | 1991. | 2002. |
| ----------------- | ----- | ----- | ----- | ----- | ----- | ----- | ----- |
| Број домаћинстава | 568   | 600   | 681   | 698   | 682   | 634   | 592   |

| Број чланова      | 1   | 2   | 3  | 4  | 5  | 6  | 7  | 8 | 9 | 10 и више | Просек |
| ----------------- | --- | --- | -- | -- | -- | -- | -- | - | - | --------- | ------ |
| Број домаћинстава | 138 | 170 | 81 | 80 | 45 | 44 | 22 | 7 | 4 | 1         | 3,02   |

| Пол    | Укупно | Неожењен/Неудата | Ожењен/Удата | Удовац/Удовица | Разведен/Разведена | Непознато |
| ------ | ------ | ---------------- | ------------ | -------------- | ------------------ | --------- |
| Мушки  | 730    | 162              | 506          | 46             | 16                 | 0         |
| Женски | 794    | 98               | 504          | 174            | 16                 | 2         |
| УКУПНО | 1.524  | 260              | 1.010        | 220            | 32                 | 2         |

| Пол    | Укупно                    | Пољопривреда, лов и шумарство | Рибарство                            | Вађење руде и камена | Прерађивачка индустрија       |
| ------ | ------------------------- | ----------------------------- | ------------------------------------ | -------------------- | ----------------------------- |
| Мушки  | 428                       | 206                           | 0                                    | 2                    | 144                           |
| Женски | 300                       | 110                           | 0                                    | 0                    | 135                           |
| УКУПНО | 728                       | 316                           | 0                                    | 2                    | 279                           |
| Пол    | Производња и снабдевање   | Грађевинарство                | Трговина                             | Хотели и ресторани   | Саобраћај, складиштење и везе |
| Мушки  | 10                        | 2                             | 20                                   | 1                    | 18                            |
| Женски | 0                         | 0                             | 20                                   | 7                    | 2                             |
| УКУПНО | 10                        | 2                             | 40                                   | 8                    | 20                            |
| Пол    | Финансијско посредовање   | Некретнине                    | Државна управа и одбрана             | Образовање           | Здравствени и социјални рад   |
| Мушки  | 0                         | 2                             | 3                                    | 6                    | 5                             |
| Женски | 2                         | 1                             | 3                                    | 7                    | 9                             |
| УКУПНО | 2                         | 3                             | 6                                    | 13                   | 14                            |
| Пол    | Остале услужне активности | Приватна домаћинства          | Екстериторијалне организације и тела | Непознато            | Непознато                     |
| Мушки  | 4                         | 1                             | 0                                    | 4                    | 4                             |
| Женски | 3                         | 0                             | 0                                    | 1                    | 1                             |
| УКУПНО | 7                         | 1                             | 0                                    | 5                    | 5                             |

## Галерија
- Црква Вазнесења Господњег у Прањанима
- Црква брвнара у Прањанима
- Спомен плоча на месту некадашњег аеродрома у Прањанима, као подсетник на Мисију Халијард
- Задружни дом здравља „Џон Кингсбури”
- Мозаик Божидара Боже Продановића у Прањанима поред ОШ „Иво Андрић”
- Мозаик Божидара Боже Продановића у Прањанима поред ОШ „Иво Андрић”
- Црква Вазнесења Господњег и црква брвнара
- Црква брвнара
- Испред цркве Вазнесења Господњег